# 八だいの機関車
『八だいの機関車（汽車のえほん12）』（はちだいのきかんしゃ きしゃのえほん12）（原題 The Eight Famous Engines）は、1957年にイギリスで発行されたウィルバート・オードリー牧師執筆による「汽車のえほん」シリーズの第12巻。
1945年から、ほぼ毎年1巻ずつ続いてきた低学年の児童向け絵本シリーズのひとつで、4話の短編作品を収録。挿絵は前任者レジナルド・ダルビーとオードリー牧師との不和により、この巻からジョン・ケニーが担当。
ポプラ社から1974年8月に日本語訳が出版されていたが、2004年ごろにいったん絶版となった。2005年に『8だいの機関車』という名で新装改訂版が出版された。2010年にミニ新装版が発売された。

## 収録作品
- とびこんだパーシー (Percy Takes the Plunge)
- ゆうめいになったゴードン (Gordon Goes Foreign)
- ジェームスとトビーのじゅうれん (Double Header)
- ふとっちょの局長の機関車たち (The Fat Controller's Engines)

## 登場キャラクター
テレビシリーズの機関車紹介と重複する解説は省略、本巻の内容で特筆すべきものを紹介。
メインキャラクター
- トーマス
- パーシー
- トビー
- ヘンリー
- ゴードン - モデル機がロンドン&ノース・イースタン鉄道のA1形なので、同鉄道に所属していたキングズ・クロスを「ロンドンの駅」と主張する。
- ジェームス
- エドワード
- ダック - モデル機がグレート・ウェスタン鉄道所属だったので、同鉄道に所属していたパディントンを「ロンドンの駅」と主張する。

サブキャラクター
- アニーとクララベル - 挿絵には登場せず、本文中にわずかな記述のみ。
- ヘンリエッタ - 59ページの挿絵などわずかに登場。
- ベアトリス - 49ページの挿絵の右端に登場。
- ジンティー - 53ページの挿絵では真横からの姿が描かれているが、ケニーが煙室扉の顔を平面的なものとして描いたらしく、顔が付いていない。しかし他の挿絵では顔が付いている。モデルはロンドン・ミッドランド・アンド・スコティッシュ鉄道(LMS)の3F形0-6-0T（ファウラー設計）。この巻のみに登場。
- パッグ - モデルはLMSの0F形0-4-0ST（ファウラー設計）。この巻のみに登場。
- 別の鉄道の機関車 - ゴードンとロンドンの駅について言い争う。モデルがLMS6P形「パトリオット」なので、同鉄道に所属していたユーストンを「ロンドンの駅」と主張する。この巻のみに登場。

## その他
- 前任者の挿絵の担当者がダルビーだったころ、顔が描かれる貨車は先頭の有蓋車のみだったが、この巻からは無蓋車やタンク車、緩急車にも顔が描かれるようになった。
- 「ゆうめいになったゴードン」は、機関車たちがかつて所属していた鉄道会社が所有する、ロンドンに位置するターミナル駅の違いを題材にしたエピソードである。イギリスでは、戦前に四大私鉄各社がそれぞれ駅や路線を整備していたため、ロンドンにはターミナル駅が複数存在する。キングズクロスはグレート・ノーザン鉄道、ユーストンはロンドン・ミッドランド・アンド・スコティッシュ鉄道、パディントンはグレート・ウェスタン鉄道、セント・パンクラスはミッドランド鉄道にそれぞれ所属していた駅。
- 本書が書かれた時点では四大私鉄はすでに国有化され（現在は再び分割民営化）、すべてイギリス国鉄が所有していたので、ゴードンは同じロンドンの駅でも馴染みのないセント・パンクラスに行く羽目になる（ただしキングズクロスとセント・パンクラスはほぼ隣接した場所にあり、現在では接続されている）。この話はイギリスやロンドンの鉄道事情に詳しくないと設定や結末がわかりにくいため（日本語版でもラストに注釈が書かれている）、人形劇での映像化は見送られた。